# Schlickkrebs
Der Schlickkrebs (Corophium volutator) ist ein kleiner, sechs bis fünfzehn Millimeter langer Flohkrebs, der vor allem an Küsten die obere Schicht des Schlicks in U-förmigen Gängen bewohnt.  Es werden auch andere Arten der Gattung Corophium (z. B. der aus Osteuropa stammende C. curvispinum) als Schlickkrebs bezeichnet.

## Ernährung
Schlickkrebse ernähren sich wie die meisten Flohkrebse von Plankton.
Bei Flut erzeugen sie mit den leicht verlängerten Hinterbeinen einen Wasserstrom, mit denen sie das Plankton in die Wohnröhre strudeln. Bei Ebbe kratzen sie mit dem verlängerten zweiten Fühlerpaar die Oberfläche ab. Dadurch entstehen um den Eingang sternförmige Spuren.

## Lebensweise

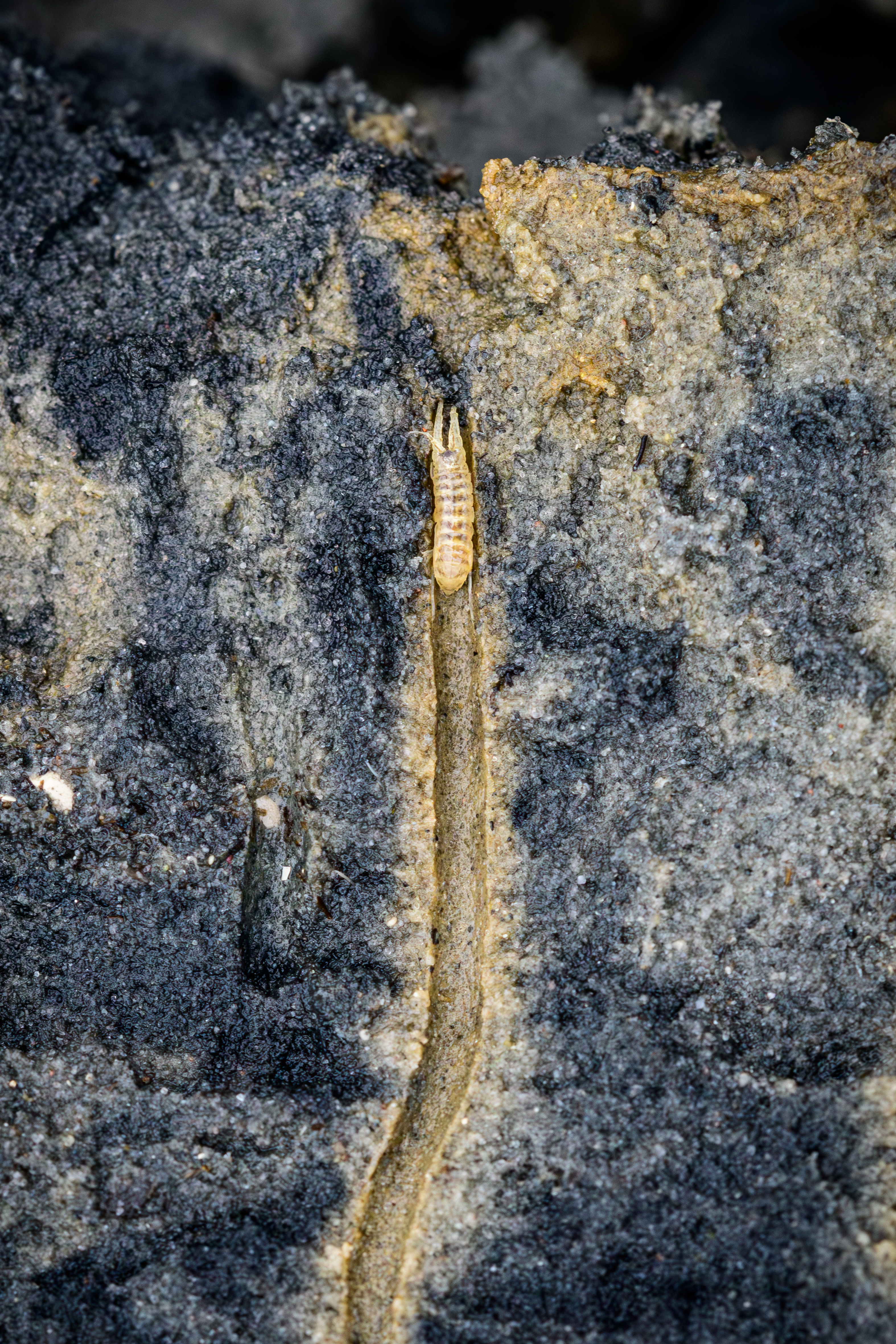
Schlickkrebs in seiner Wohnröhre

Die U-förmigen, mit Schleim ausgekleideten Gänge werden im Sommer in ca. drei Zentimeter Tiefe, im Winter (zum Schutz vor Frost) bis zu 12 Zentimeter tief angelegt. Sie haben einen Durchmesser von etwa zwei Millimetern. Sie bevorzugen dabei lagestabile, energiearme Watten.
Bei Wanderungen hinterlassen Schlickkrebse schmale, reißverschlussartige Lauffährten. Schlickkrebse leben maximal ein Jahr. Die Weibchen brüten währenddessen für gewöhnlich dreimal Eier in ihrem Brutsack am Bauch aus. Schlickkrebse sind gegenüber den starken Schwankungen des Salzgehaltes im Wattenmeer unempfindlich.

## Bedeutung
Durch ihre hohe Siedlungsdichte von bis zu 100.000 Tieren pro Quadratmeter sind sie ein wichtiger Bestandteil der Nahrungskette im Wattenmeer, beispielsweise als Hauptnahrung der Nordseegarnelen. Er verträgt niedrigere Salzgehalte als beispielsweise der Wattwurm und kann dadurch beispielsweise auch in Flussmündungen siedeln und als Nahrung für Vögel und Fische dienen, in denen der Wattwurm nicht mehr vorkommt. Durch ihre Ausscheidungen stabilisieren sie die Wattlagen, in denen sie siedeln. Er trägt zur Belüftung der Watten bei, indem er bei Flut stets Wasser durch seine Röhren strömen lässt.
Wenn die Schlickkrebse bei ablaufendem Wasser zu Hunderttausenden aus ihren Röhren kommen, ihre Antennen spreizen und das dazwischen gespannte Wasserhäutchen zerplatzt, entsteht ein leise prasselndes Geräusch, das sogenannte Wattknistern.

## Verbreitung
Die Art kommt in den Küstengebieten von Teilen der Niederlande, Deutschlands (Wattenmeer), Englands, Frankreichs und im südlichen Golf von Biskaya vor.
Schlickkrebse (allerdings die nah verwandte, ursprünglich aus dem Schwarzen Meer stammende Art Chelicorophium curvispinum) haben sich über die Wolga, den Dnepr, die Donau und den 1992 fertiggestellten Main-Donau-Kanal bis in den Rhein angesiedelt. Sie ersetzten damals die zuvor ebenfalls eingewanderten Wandermuscheln, die denselben Lebensraum beanspruchen.
Im Niederländischen wird die Art slijkgarnaal, langspriet oder wadkreeftje genannt.

## Taxonomie
Synonyme der Art sind:
- Corophium grossipes (Templeton, 1836)
- Corophium longicorne Latreille, 1806